# Simó d'Atenes
Simó d'Atenes en grec antic Σίμων, fou un filòsof grec deixeble de Sòcrates i comerciant de cuiro pel que fou també anomenat Simó l'assaonador (de pells) (Simon Coriarius).
Escrivia les converses que tenia a la seva tenda, quan Sòcrates anava a parlar amb ell, un total de trenta-tres, i que van formar una obra coneguda per "Diàlegs" (Διάλογοι, Dialogoi) amb tretze converses destacades. Es diu que va ser el primer en posar en forma de diàleg les converses amb Sòcrates. Quan Pèricles li va dir que el convidaria a anar a casa seva i el mantindria, va replicar que no volia vendre la seva llibertat de paraula. El coneixement que ha perviscut d'ell deriva principalment de Diògenes Laerci.